# Климат США

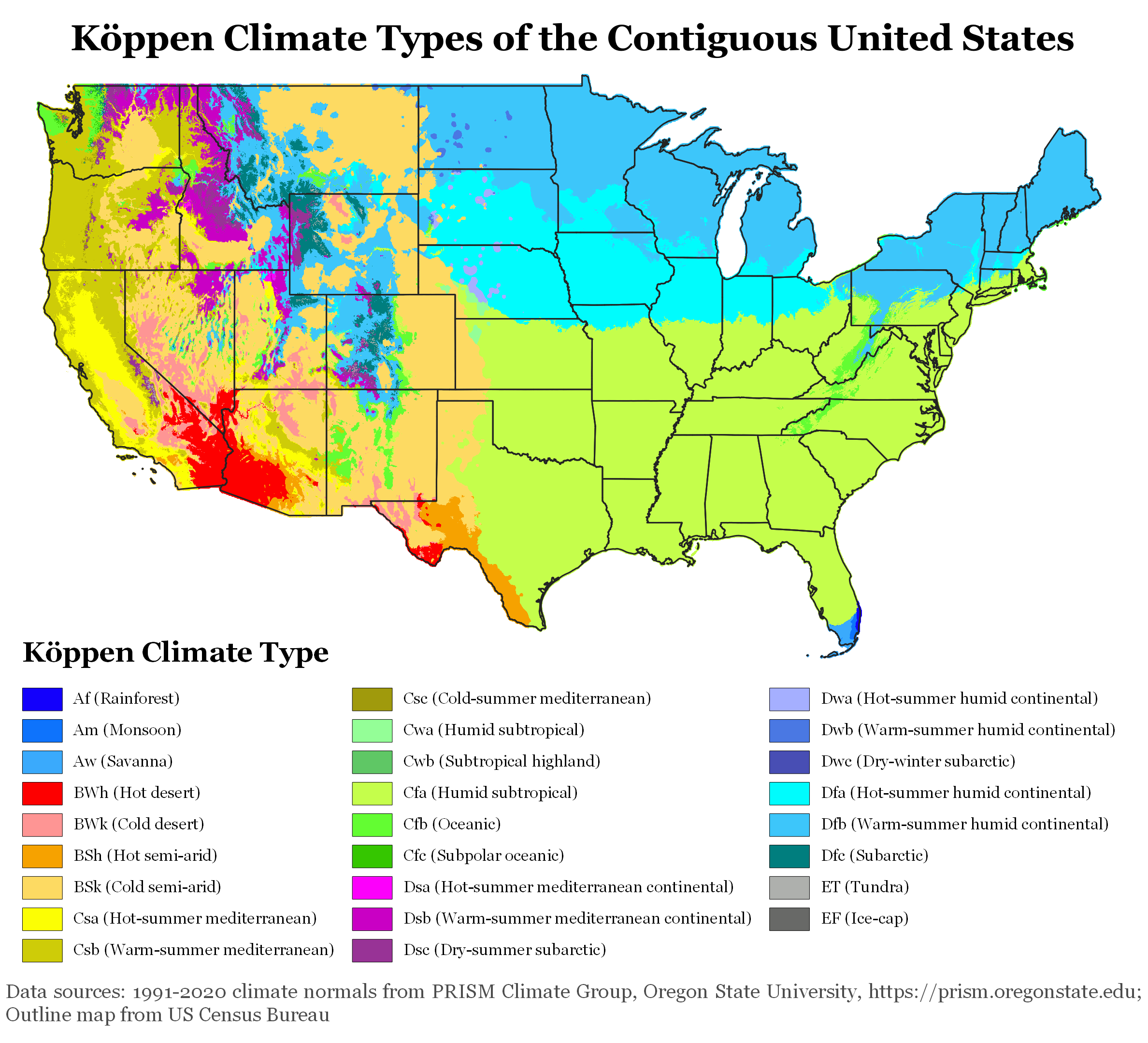
Схема Кёппена для США на основе данных 1991–2020 годов.

Из-за большого размера страны, её протяжённости и широкого разнообразия географических особенностей — на территории США можно найти районы с практически любыми климатическими характеристиками. 
Бо́льшая часть США (северная и центральная часть США) располагается в зоне умеренного климата, 
в южной части США преобладает субтропический климат, 
Гавайи, южная часть Флориды и крайняя южная часть Техаса лежат в зоне из тропиков. Север Аляски относится к полярным регионам, а 
в остальной части Аляски преобладает субарктический климат. 
Великие равнины к западу от 100-го меридиана относят к полупустыням, 
Большой Бассейн и области вокруг него имеют аридный, а 
прибрежные районы Калифорнии — средиземноморский климат. 
Тип климата в границах одного пояса может существенно меняться в зависимости от рельефа, близости океана и других факторов. Благоприятный климат оказал немалое влияние на заселение материка европейцами и во многом способствовал занятию США лидирующих позиций в мире.

## Общие положения

### Стихийные бедствия

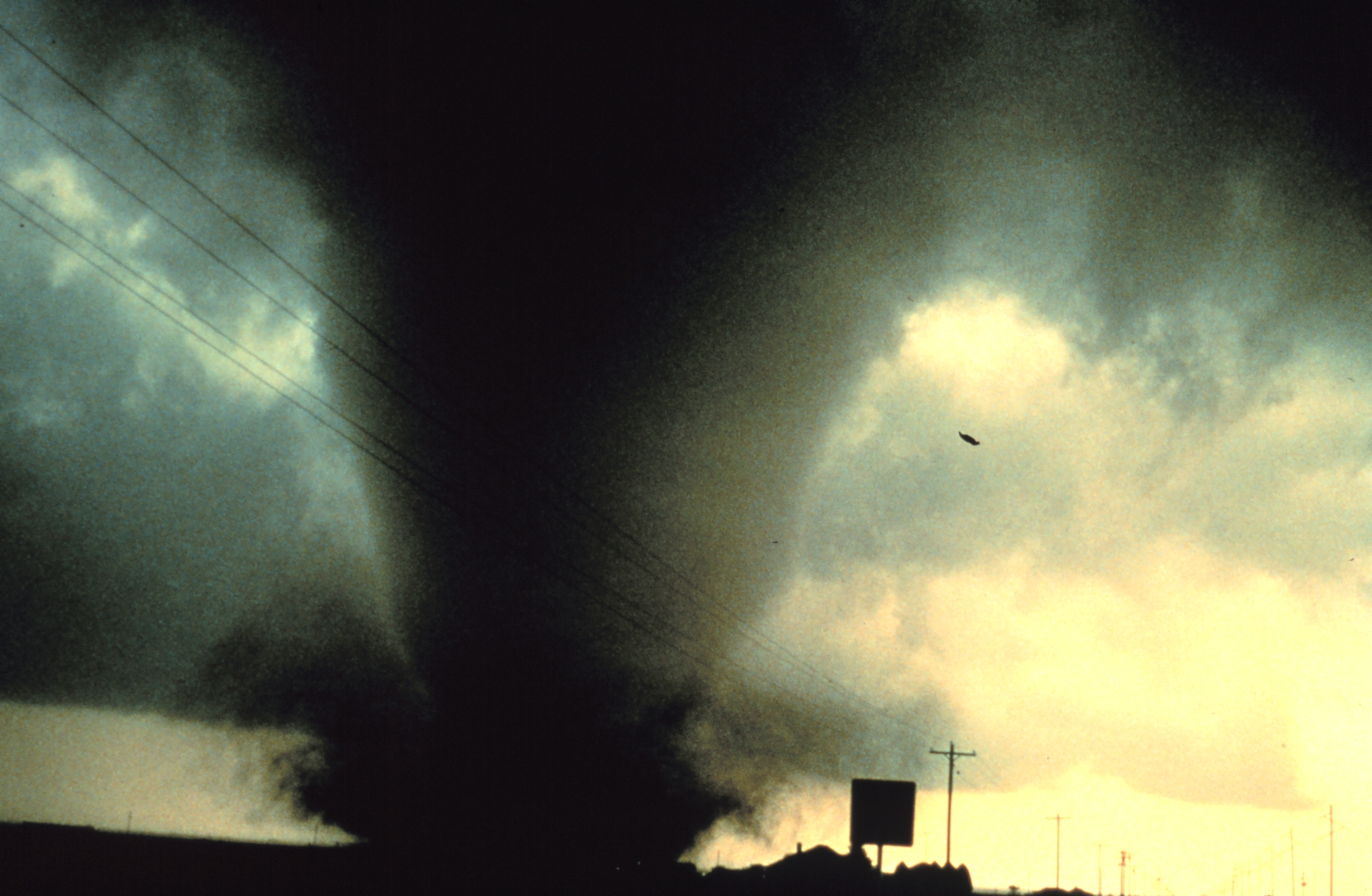
Мощное торнадо в Техасе

Ежегодно в США происходит сравнительно большое количество разнообразных стихийных бедствий.
С одной стороны, засухи в США случаются редко, с другой — когда случаются, имеют серьёзные, порой катастрофические последствия. Как пример, можно вспомнить страшную засуху 1931—1940 годов, известную также как Пыльный котёл, которая к тому же пришлась на период тяжелейшего экономического кризиса — Великую депрессию: фермерские хозяйства в районе Великих равнин фактически перестали функционировать, регион обезлюдел (до 2,5 млн людей покинуло равнины к 1940 году), многочисленные пылевые бури разрушили верхний плодородный слой почвы. 

В 1999—2004 гг. в Америке наблюдалась очередная засуха, сравнимая по последствиям с вышеописанной.
Частые торнадо являются известной особенностью климата Северной Америки и США сильно обгоняют любую другую страну по количеству смерчей. Столкновение воздушных масс с сильно различающейся температурой — основная причина частых гроз и смерчей в центральных районах США весной и летом. Хотя торнадо в Америке встречаются в самых разных регионах — и в равнинных районах Канады, и на восточном побережье США и на полуострове Флорида, всё же самые частые и сильные смерчи происходят в так называемой Аллее торнадо, условные границы которой захватывают север Техаса, Оклахому, Канзас, часть Миссури, Арканзаса и Теннесси. В городах этих штатов стоят специальные сирены, предупреждающие о появлении торнадо, а дома ещё при постройке снабжаются противоторнадными убежищами. 

Мощный торнадо был в Оклахоме 20.05.2013, принесший массовые потери как человеческие, так и материальные.

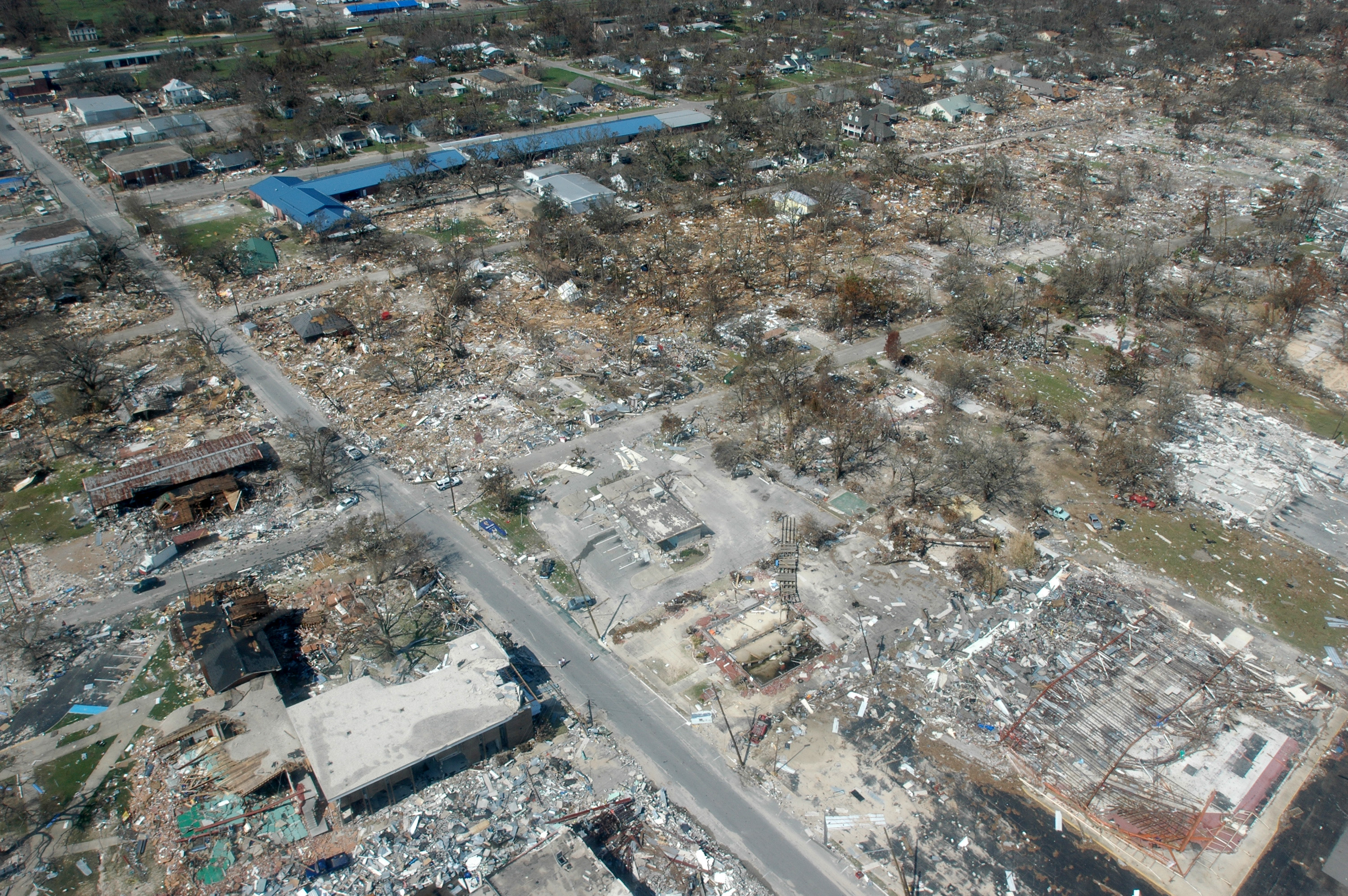
Последствия урагана Катрина

Ещё одно стихийное бедствие, часто встречающееся в США — ураганы (см. вулканической активности). Восточное побережье, острова Гавайи и особенно южные штаты США, граничащие с Мексиканским заливом, наиболее подвержены этой стихии. 
Сезон ураганов в США начинается в июне и заканчивается к началу декабря, самый пик приходится на период с августа по октябрь. Из самых разрушительных ураганов можно назвать Галвестонский ураган 1900 года, ураган Эндрю 1992 года и страшный ураган Катрина, пронёсшийся по югу США в 2005 году. На западном побережье США иногда наблюдаются отголоски тихоокеанских тайфунов, чаще всего в виде сильных продолжительных ливней.

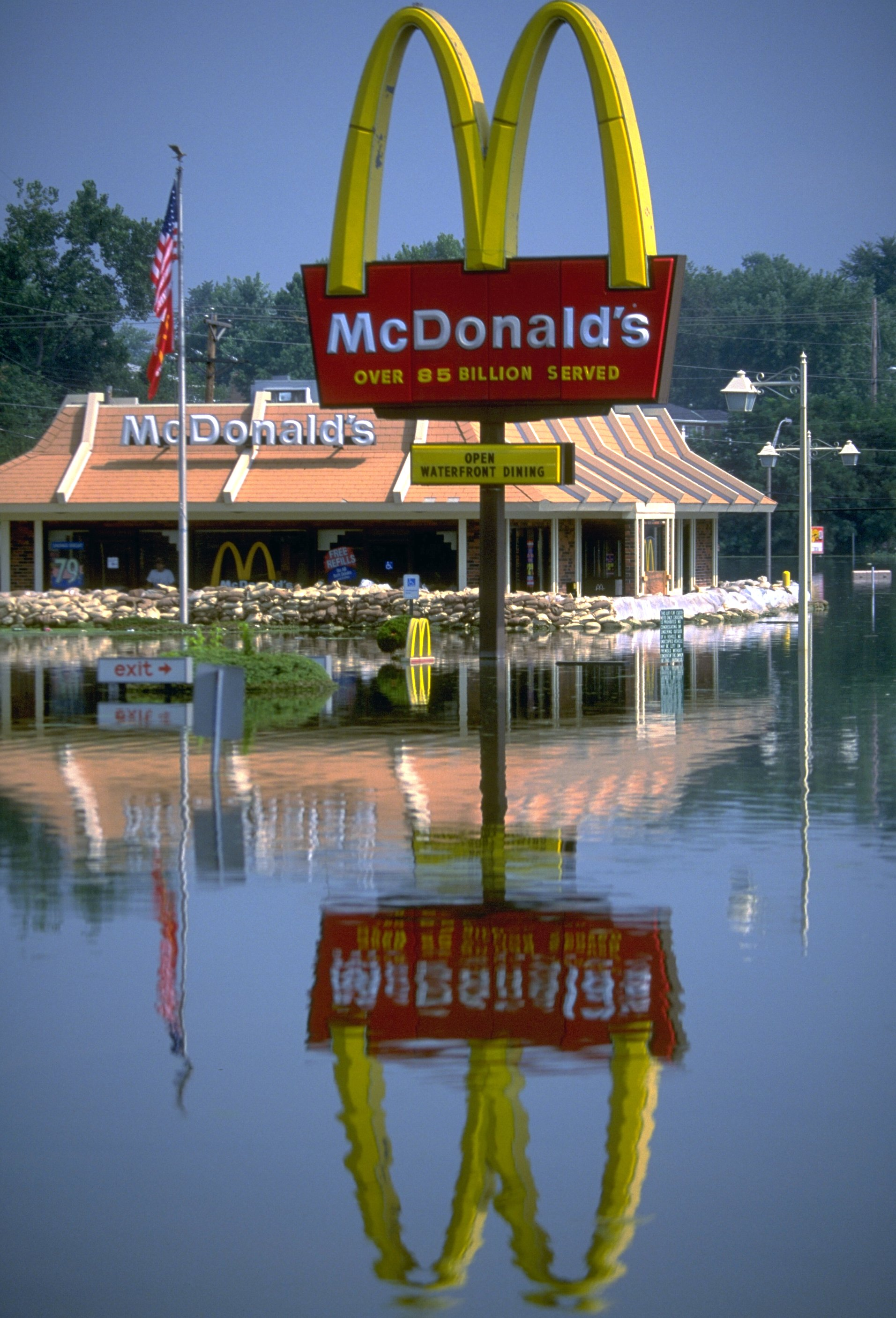
Река Миссисипи, вышедшая из берегов

Наводнения, как и засухи, в США явления нечастые. Однако стоит отметить Большое Миссисипское наводнение 1927 года и Большое наводнение 1993 года — крайне продолжительные и сильные наводнения, унёсшие немало человеческих жизней и дорого обошедшиеся американской экономике.
При этом, многие наводнения являются прямыми следствиями ураганов. 
Особо стоит отметить наводнения, развивающиеся крайне стремительно из-за особенностей рельефа некоторых районов США: внезапная гроза может моментально наполнить каньон, подняв уровень воды сразу на несколько метров. В штате Калифорния из-за сильных дождей также систематически случаются оползни.
Западное побережье Северной Америки входит в так называемое Тихоокеанское вулканическое огненное кольцо — источник 90 % всех землетрясений на земле. 

Весь горный регион начиная от полуострова Аляска и до южной Калифорнии — зона повышенной вулканической активности. Особенно велика концентрация вулканов в Каскадных горах на северо-западе США. Извержение вулкана Сент-Хеленс 1980 года было одним из самых разрушительных в США. Также своими вулканами славятся острова Гавайи, например вулкан Килауэа извергается непрерывно с 1983 года. Однако, гавайские вулканы не представляют особой опасности для жителей штата. 
Штаты Аляска и Калифорния из-за своего расположения на краю Огненного кольца подвержены особенно сильным землетрясениям: землетрясение 1906 года в Сан-Франциско и Аляскинское землетрясение 1964 года были одними из самых сильных в истории; кроме больших разрушительных землетрясений, эти штаты испытывают более слабые удары довольно регулярно, поэтому все здания приходится строить сейсмоустойчивыми. 

Прямыми следствиями землетрясений являются также цунами, нередко обрушивающиеся на западный берег США.
В последнее время, из-за сухих летних периодов, штат Калифорния ежегодно страдает от лесных пожаров (напр., лесные пожары в Калифорнии 2021 года, пожар «Маккинни»  2022 года).
В 2023 году Соединëнные Штаты установили рекорд по числу природных катастроф, ущерб от которых превышает 1 миллиард долларов (огненный шторм на Гавайях, штормовой нагон из-за урагана «Идалия» и пр., всего 23); предыдущий рекорд, 22 подобных явления, был установлен в 2020 году. Ранее, в 1980 году в США произошло 19 катаклизмов-миллиардников; в 2013 году случилось 9 таких событий (NOAA ведëт учëт природных бедствий, которые обходятся в миллиард долларов и больше с 1980 года, внося поправки на инфляцию).

## Сводная таблица по некоторым городам
В приведённой ниже таблице представлен список климатических данных по населённым пунктам США:
| Город                    | Абсолютный минимум, °C | Температура самого холодного месяца, °C | Температура трёх самых холодных месяцев, °C | Средняя годовая температура, °C | Температура самого тёплого месяца, °C | Температура трёх самых тёплых месяцев, °C | Абсолютный максимум, °C | Среднее годовое количество осадков, мм |
| ------------------------ | ---------------------- | --------------------------------------- | ------------------------------------------- | ------------------------------- | ------------------------------------- | ----------------------------------------- | ----------------------- | -------------------------------------- |
| Анкоридж                 | −38,9                  | −8,3                                    | −7,4                                        | 2,8                             | 14,9                                  | 13,8                                      | 30,0                    | 423                                    |
| Атланта                  | −22,8                  | 6,3                                     | 7,4                                         | 17,0                            | 26,8                                  | 26,1                                      | 40,6                    | 1263                                   |
| Бостон                   | −27,8                  | −1,7                                    | −0,1                                        | 10,8                            | 23,0                                  | 21,7                                      | 40,0                    | 1112                                   |
| Вашингтон                | −26,1                  | 2,2                                     | 3,5                                         | 14,5                            | 26,6                                  | 25,4                                      | 41,1                    | 1010                                   |
| Гонолулу                 | 11,7                   | 22,8                                    | 23,1                                        | 25,4                            | 27,7                                  | 27,5                                      | 35,0                    | 436                                    |
| Даллас                   | −22,2                  | 8,3                                     | 9,3                                         | 19,5                            | 30,3                                  | 29,5                                      | 45,0                    | 955                                    |
| Денвер                   | −33,9                  | −1,1                                    | −0,5                                        | 10,2                            | 23,4                                  | 21,9                                      | 40,6                    | 379                                    |
| Детройт                  | −29,4                  | −3,6                                    | −2,3                                        | 10,1                            | 23,1                                  | 22,0                                      | 40,6                    | 851                                    |
| Кадьяк                   | −26,7                  | −0,8                                    | −0,6                                        | 4,9                             | 12,9                                  | 11,7                                      | 30,0                    | 1984                                   |
| Канзас-Сити              | −30,6                  | −1,8                                    | −0,4                                        | 12,5                            | 25,7                                  | 24,6                                      | 45,0                    | 987                                    |
| Коцебу                   | −48,3                  | −19,3                                   | −18,2                                       | −5,2                            | 12,6                                  | 10,4                                      | 29,4                    | 280                                    |
| Лас-Вегас                | −13,3                  | 9,3                                     | 9,9                                         | 20,8                            | 33,6                                  | 32,2                                      | 47,2                    | 106                                    |
| Лос-Анджелес (побережье) | −2,8                   | 13,7                                    | 13,8                                        | 17,0                            | 20,9                                  | 20,6                                      | 43,3                    | 326                                    |
| Майами                   | −2,8                   | 20,1                                    | 20,9                                        | 25,1                            | 29,0                                  | 28,7                                      | 37,8                    | 1573                                   |
| Мемфис                   | −25,0                  | 5,1                                     | 6,3                                         | 17,2                            | 28,2                                  | 27,5                                      | 42,2                    | 1364                                   |
| Миннеаполис              | −40,6                  | −9,1                                    | −7,4                                        | 7,9                             | 23,2                                  | 21,8                                      | 42,2                    | 779                                    |
| Новый Орлеан             | −11,7                  | 11,8                                    | 13,0                                        | 21,3                            | 29,2                                  | 28,8                                      | 38,9                    | 1443                                   |
| Нью-Йорк                 | −26,1                  | 0,3                                     | 1,7                                         | 12,7                            | 24,7                                  | 23,5                                      | 41,1                    | 1270                                   |
| Оклахома-Сити            | −27,2                  | 4,0                                     | 5,1                                         | 16,4                            | 28,3                                  | 27,3                                      | 45,0                    | 926                                    |
| Риверсайд                | −7,2                   | 12,5                                    | 12,8                                        | 18,8                            | 26,3                                  | 25,5                                      | 46,7                    | 315                                    |
| Сан-Диего                | −3,9                   | 13,6                                    | 14,0                                        | 17,6                            | 22,0                                  | 21,5                                      | 43,9                    | 265                                    |
| Сан-Франциско            | −4,4                   | 10,2                                    | 10,7                                        | 14,5                            | 18,2                                  | 18,0                                      | 41,1                    | 524                                    |
| Сиэтл                    | −17,8                  | 4,8                                     | 5,6                                         | 11,4                            | 18,9                                  | 18,0                                      | 39,4                    | 953                                    |
| Солт-Лейк-Сити           | −34,4                  | −1,4                                    | −0,4                                        | 11,5                            | 25,9                                  | 23,9                                      | 41,7                    | 413                                    |
| Филадельфия              | −23,9                  | 0,6                                     | 1,9                                         | 13,2                            | 25,6                                  | 24,4                                      | 41,1                    | 1054                                   |
| Финикс                   | −8,9                   | 13,0                                    | 14,0                                        | 23,9                            | 34,9                                  | 33,9                                      | 50,0                    | 204                                    |
| Хьюстон                  | −12,8                  | 11,7                                    | 12,6                                        | 21,0                            | 29,2                                  | 28,8                                      | 42,8                    | 1265                                   |
| Чикаго                   | −32,8                  | −4,6                                    | −3,1                                        | 9,9                             | 23,3                                  | 22,1                                      | 40,6                    | 940                                    |

## Климат в среднем
| Показатель                    | Янв. | Фев. | Март | Апр. | Май | Июнь | Июль | Авг. | Сен. | Окт. | Нояб. | Дек. |
| ----------------------------- | ---- | ---- | ---- | ---- | --- | ---- | ---- | ---- | ---- | ---- | ----- | ---- |
| Средний суточный максимум, °C | 6    | 9    | 14   | 19   | 25  | 30   | 32   | 31   | 26   | 20   | 11    | 6    |
| Средний суточный минимум, °C  | −4   | −2   | 2    | 8    | 13  | 17   | 19   | 18   | 14   | 8    | 3     | −3   |